# Las Juanitas (Buenos Aires)
Las Juanitas es un pequeño paraje rural del partido de Pehuajó, Provincia de Buenos Aires, Argentina.

## Ubicación
Se ubica al noroeste de la ciudad de Pehuajó. Su acceso más directo es a través de un camino rural que se desprende desde la Ruta Nacional 5 a la altura de la localidad de San Bernardo de Pehuajó.

## Distancias
- Desde San Bernardo de Pehuajó:12 km
- Desde Pehuajó:42 km
- Desde Carlos Casares:43 km
- Desde Nueve de Julio:93 km

## Población
Durante los censos nacionales del INDEC de 2001 y 2010 fue considerada como población rural dispersa.

## Historia
La localidad se crea a partir de la llegada del Ferrocarril Provincial de Buenos Aires en 1914. 
Era un centro de transferencia del Ferrocarril Provincial de Buenos Aires hacia la localidad de Mira Pampa y la ciudad de Pehuajó.
El cierre del ramal en 1960 obligó a un gran éxodo de sus habitantes hacia ciudades más grandes.